# Opisthacantha mellipes
Opisthacantha mellipes är en stekelart som beskrevs av William Harris Ashmead 1893. Opisthacantha mellipes ingår i släktet Opisthacantha och familjen Scelionidae. Inga underarter finns listade i Catalogue of Life.